# Победіно (Гур'євський міський округ)
Победіно (рос. Победино) — селище Гур'євського міського округу, Калінінградської області Росії. Входить до складу Низовського сільського поселення.
Населення —  44 особи (2015 рік). 

## Населення
| 2002 | 2010 |
| ---- | ---- |
| 41   | ↗44  |